# Fenfluramine/phentermine

Molécules de fenfluramine

La combinaison de médicaments fenfluramine / phentermine, généralement appelé fen-phen, était un traitement anti-obésité qui a utilisé deux anorexigènes. La fenfluramine a été commercialisé par American Home Products (maintenant connu sous le nom de Wyeth) sous la marque Pondimin. Il est reconnu que cette médicament peut provoquer une hypertension pulmonaire potentiellement mortelle et des problèmes valvulaires cardiaques, ce qui a finalement conduit à son retrait du marché et dommages juridiques de plus de $13 milliards. La Phentermine ne cause pas des effets nocifs par contre.

## Histoire
La fenfluramine est vendu comme coupe-faim depuis le milieu des années 1960. Cependant, il provoque somnolence et dépression. La phentermine contrebalance ces effets.
La FDA approuve le médicament sans avertissements en 1996. Mais les régulateurs européens exigent une mise en garde importante pour les risques d'hypertension pulmonaire.
Après des rapports de cardiopathie valvulaire et d'hypertension pulmonaire, surtout chez les femmes utilisant un traitement avec le fen-phen ou du (dex)fenfluramine, la FDA a demandé son retrait du marché en septembre 1997.